# Château de Trédion
Le château de Trédion est un château situé à Trédion dans le département français du Morbihan.

## Historique

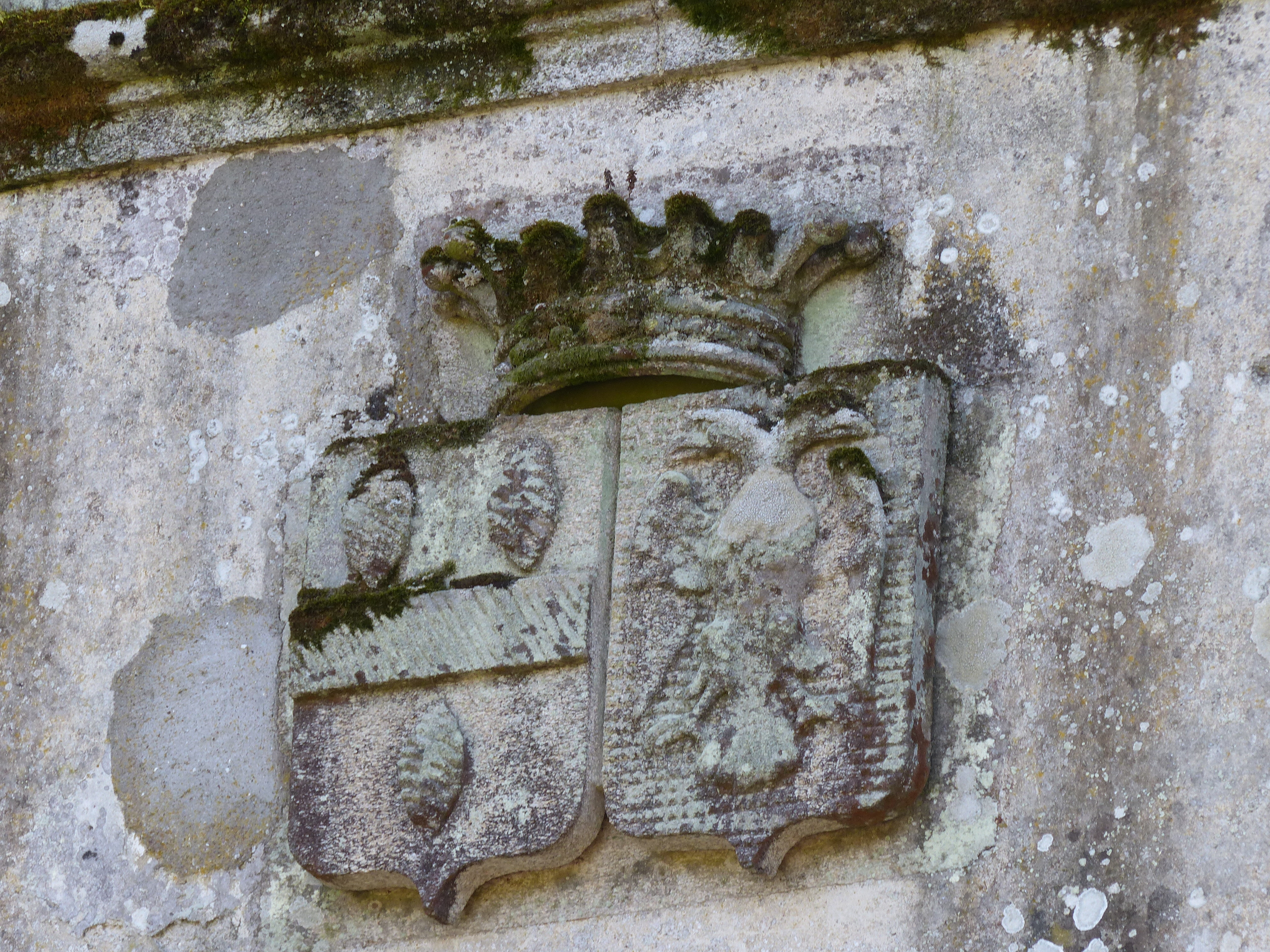
Blason sur le château de Trédion

Construit dans les années 1350, le Manoir de Trédion était la propriété des Ducs de Bretagne. Les vastes forêts qui l'entouraient en faisaient un rendez-vous de chasse privilégié.  De grands noms possédèrent au cours des siècles les Terres de Trédion. Parmi eux, les Malestroit, Jean IV de Rieux, Le Marquis de Nesle, Guy-Paul de Coligny, la Princesse de Salm, Pierre II de Sérent, Charles Fouquet en 1683, parent éloigné de l'intendant Fouquet, à l'origine de la légende du Trésor de Trédion qui se trouverait enfoui au pied d'un chêne... Se succédèrent ensuite quelques Bourgeois et gens de Petite Noblesse.
Si le Château de Trédion a connu d'illustres propriétaires au cours de cette période, il a reçu de plus illustres invités encore. Le Roi François Ier qui le 31 août 1518 se restaura et logea au « Château » une nuit, avant de rejoindre le lendemain Vannes, à l'époque « petite Cité de 9 000 âmes ». La Reine mère Catherine de Médicis régente du royaume de France et hôte des Coligny, résida au Château au moins deux semaines au mois de mai de l'an 1570 (deux lettres écrites de Trédion en témoignent).
C'est le 21 juillet 1834, qu'Hippolyte du Fresne de Virel acquiert le Château et les Terres de Trédion. Il y établit en 1840 un « Haut Fourneau » pour le montage des objets en fonte, et entreprend la transformation du manoir pour en faire un « Château ».
En 1977, le Domaine est revendu par les héritiers de Virel à Guy Turpin promoteur Immobilier à Vannes. Des travaux de rénovation considérables sont entrepris, tant dans le château, que dans le parc et se poursuivent encore aujourd'hui[Quand ?].

## Parc et jardins
Le parc dessiné au XIXe siècle vers 1820, avec son allée irrégulière, sa rivière artificielle, sa cascade, son bassin, son étang ainsi que le jardin potager et le verger sont inscrits au pré-inventaire des jardins remarquables.